# Карл Джонсон
Карл Джонсон (англ. Carl Johnson), более известный как Си-Джей (англ. CJ) — вымышленный персонаж; главный герой компьютерной игры Grand Theft Auto: San Andreas. Один из лидеров афроамериканской уличной банды «Семьи с Гроув-стрит» (англ. Grove Street Families) в городе Лос-Сантос.

## Биография

### Пролог
Жил с матерью — Беверли Джонсон, отца Си-Джей никогда не видел. Имеет двух братьев — Шона по прозвищу «Свит» (старший) и Брайана (младший, на момент игры покойный), а также сестру Кендл.
В 1987 году Карл являлся членом банды «Семьи с Гроув-стрит». Однако после гибели своего младшего брата Брайана в этом же году, свидетелем которой он стал, Си-Джей покидает Лос-Сантос и переезжает в Либерти-Сити, где пять лет работает на Джоуи Леоне, сына Сальваторе, босса мафиозной семьи Леоне, занимаясь угоном автомобилей. В игре не сообщается, как погиб его брат, но Свит считал Карла виновным в смерти Брайана.

### Возвращение в Сан-Андреас
В 1992 году Карл возвращается в родной город — Лос-Сантос, узнав от своего старшего брата Свита об убийстве матери. Во время поездки на такси Си-Джея задерживает его «старый знакомый» — офицер полиции Фрэнк Тенпенни, который обвиняет его в убийстве другого офицера полиции — Ральфа Пендлберри (что на самом деле сделал сам Тенпенни со своими сообщниками, а не Карл). Тенпенни говорит Си-Джею, что когда он будет им нужен — тот его найдёт, после чего вышвыривает его с машины, в районе банды «Баллас», которая является заклятым врагом банды Карла. Си-Джей обнаруживает, что дела в родном квартале идут не лучшим образом. Карл остаётся в городе, чтобы помочь своей бывшей банде.
Первым делом он свыкается с обстановкой, сложившейся в городе, и зарабатывает себе авторитет. В итоге накал отношений между группировками Баллас с одной стороны и с латиноамериканской Лос-Сантос Вагос с другой приводит к открытой войне преступных банд. Гроув-стрит захватывает территории города и казалось бы, участь банд Баллас и Вагос предрешена, но позже офицер Тенпенни провоцирует ещё одну стычку банд, тем самым окончательно убрав нежелательных для себя лиц. В итоге Свит попадает в тюремную больницу. Карла же офицер Тенпенни вывозит из проигранного Лос-Сантоса в Эйнджел-Пайн, деревню, расположенную недалеко от Сан-Фиерро, чтобы использовать Карла в своих тёмных делах. Туда же на время отправляются его сестра Кендл и Цезарь Виальпандо (парень Кендл и друг Карла), потерявшие кров. Некоторое время Карл работает с Каталиной, кузиной Цезаря, которой помогает проворачивать криминальные аферы и дерзкие грабежи в провинциальной части штата.

#### Изгнание, заключение новых союзов, коммерческие предприятия
Накопив достаточно денег и получив гараж в Сан-Фиерро, выиграв гонку у Клода, протагониста GTA III, Карл вместе с новым знакомым Праведником и его друзьями пытаются встать на ноги на новом месте, ремонтируя машины, но основной доход герой всё же получает от угонов машин из списка для Wang Cars и сотрудничества с Ву Зи Му, также известном как Вузи, одним из боссов Триад, с которым Карл познакомился на нелегальных гонках. Помимо этого он отыскивает людей, причастных к судьбе его банды и, войдя к ним в доверие, убивает. Первым на его пути становится Джиззи Би, контролирующий проституцию в городе. Впоследствии к нему в руки попадают Ти-Боун Мендес, глава банды San Fierro Rifa, и старый приятель Райдер. Но один человек из шайки Джиззи, Майк Торено, выживает после крушения вертолёта.
Разобравшись с делами в Сан-Фиерро, Карл снова думает о своём брате и семье, и в этот момент вновь объявляется Торено. Выясняется, что он вовсе не преступник, а секретный агент правительства, и ему требуется помощь Карла в своих делах. За помощь Торено обещает помочь освободить Свита. Карл перебирается в Лас-Вентурас. Там его снова приглашает к сотрудничеству Вузи в делах казино «Четыре дракона» и вместе с которым они планируют и успешно осуществляют сложный план ограбления конкурирующего казино «Калигула». Также, Карл избавляется от одного из полицейских коррумпированного подразделения полиции C.R.A.S.H — офицера Пуласки.

#### Возвращение в Лос-Сантос
Возвращение в Лос-Сантос Карл не планировал, но всё же вернулся, чтобы помочь чуть не совершившему самоубийство скатившемуся рэперу Мэдд Доггу, потерявшему из-за друга Карла Оу-Джи Лока, всё, что тот имел: особняк, славу и большие средства. Освободив его особняк, Карл становится менеджером Догга и начинает проворачивать дела в Лос-Сантосе. Освободившийся по воле Торено брат Карла не рад нынешней обстановке на территории своей банды. Он требует от Карла, чтобы тот «навёл порядок в доме». Так начинается новая война банд. Постепенно Карл и Свит подбираются к Биг Смоуку и офицеру Тенпенни. Вычислив их логово, Карл врывается в здание и расправляется со Смоуком. Тенпенни, заручившись поддержкой помощников, скрывается с деньгами Смоука на пожарной машине, но Карл и Свит настигают его. Тенпенни умирает в автокатастрофе: не справившись с управлением, он на пожарной машине слетает вниз с моста прямо на дорогу в районе Гэнтон, на территорию банды Семей с Гроув-стрит. Выползая из машины, он произносит свои последние слова. Карл собирается пристрелить его, но Свит останавливает его, так как офицер уже мертв. После всех этих событий герои сидят в доме матери Джонсонов и обсуждают дальнейшие планы.

## Критика и отзывы
Карл Джонсон был положительно оценён критиками. IGN включил во 2 место в списке любимых антигероев серии GTA по версии IGN.
Журнал Crave Online включил персонажа в 8 место в списке самых запоминающихся персонажей GTA
Также Карл Джонсон получил 22 место в списке пятидесяти лучших персонажей компьютерных игр по версии книги рекордов Гиннесса.